# フランシス・ウィラビー (第3代ミドルトン男爵)
第3代ミドルトン男爵フランシス・ウィラビー（英語: Francis Willoughby, 3rd Baron Middleton、1726年1月25日 – 1774年12月16日）は、グレートブリテン貴族。ノッティンガムシャーにおけるトーリー党の指導者としてニューアーク選挙区への影響力を有した。

## 生涯
第2代ミドルトン男爵フランシス・ウィラビーと妻メアリー（Mary、旧姓エドワーズ（Edwards）、1703年ごろ – 1762年3月12日、トマス・エドワーズの娘）の長男として、1726年1月25日に生まれ、2月20日にソーホーのセント・アン教会で洗礼を受けた。ベリー・セント・エドマンズの学校に通った後、1744年1月3日にケンブリッジ大学ジーザス・カレッジに進学した。
1758年7月31日に父が死去すると、ミドルトン男爵位を継承した。
ノッティンガムシャーにおけるトーリー党の指導者としてニューアーク選挙区への影響力を有した。初代ニューカッスル公爵トマス・ペラム＝ホリスの手腕により、ニューアークではトーリー党員が当選できなかったが、トーリー党を完全に無視できるほどには至らず、1761年まではホイッグ党所属ながらミドルトン男爵とも友好的だったジョブ・ストーントン・チャールトン（Job Staunton Charlton）が議員を務めた。1768年イギリス総選挙ではニューカッスル公爵の推定相続人である第9代リンカーン伯爵ヘンリー・ペラム＝クリントンが公爵と仲たがいして、ニューカッスル公爵はリンカーン伯爵の推す候補者を落選させるためにミドルトン男爵との選挙協力を嫌々ながらも求めた。ただし、『英国議会史』は公爵の目標が達成できそうにないとした。
1774年12月16日に生涯未婚のまま死去、20日にウォラトンで埋葬された。弟トマスが爵位を継承した。

## 関連図書
- "Biography of Francis Willoughby, 3rd Baron Middleton (1726-1774)". University of Nottingham (英語). 2021年10月22日閲覧。

| 名誉職                      | 名誉職                                             | 名誉職                   |
| --------------------------- | -------------------------------------------------- | ------------------------ |
| 先代 第2代ミドルトン男爵    | サットン・コールドフィールド執事長 1758年 – 1774年 | 次代 第4代ミドルトン男爵 |
| グレートブリテンの爵位      |                                                    |                          |
| 先代 フランシス・ウィラビー | ミドルトン男爵 1758年 – 1774年                     | 次代 トマス・ウィラビー  |